# Désert de Judée
Le désert de Judée ou désert de Juda (en hébreu : מִדְבַּר יְהוּדָה, Midbar Yəhūdā, en arabe : صحراء يهودا, Saḥrāʔ Yahūdan) est également connu en hébreu sous le nom de Yeshimon (יְשִׁימוֹן) signifiant « désert » ou « terre sauvage ». C'est un désert situé à l'est de la Palestine, entre la crête des monts de Judée (à l'est de Jérusalem) jusqu'à la mer Morte, soit partiellement en Israël (District Sud) et en Cisjordanie (territoires palestiniens). 

## Géographie
Montagneux, le désert de Judée se trouve à l'est de Jérusalem et descend vers la mer Morte. Il est marqué par des terrasses naturelles avec des escarpements. Il est traversé par des oueds et des ravines, la plupart profonds, de 366 mètres (1 201 pieds) à l'ouest à 183 mètres (600 pieds) à l'est. Le désert de Judée est une zone avec une structure morphologique particulière le long de l'est des montagnes de Judée.
La région du désert de Judée abrite plus de 800 grottes et nombreuses parmi elles contiennent des vestiges archéologiques mais elle « a été la cible de pillards qui les revendaient illégalement ».
Une étude menée par l'université hébraïque de Jérusalem sur un réservoir d'eau souterrain du désert de Judée, connu sous le nom d'« aquifère du groupe de Judée », a révélé qu'il prend sa source dans les monts de Judée et s'écoule vers le nord-est en direction de la mer Morte, avec des écoulements aux sources de Tsukim, Kane, Samar et Ein-Gedi . Cet aquifère pluvial contient un volume annuel moyen d'environ 100 millions de m³ (3,5 milliards de pieds cubes) d'eau. 

## Climat
Les précipitations en Judée varient de 400 à 500 millimètres dans les collines occidentales, atteignant 600 millimètres autour de Jérusalem-Ouest (en Judée centrale), puis retombant à 400 millimètres à Jérusalem-Est et à environ 100 mm à l'est, en raison d'un effet d'ombre pluviométrique. Le climat varie du méditerranéen à l'ouest au désertique à l'est, avec une bande de steppe au centre.

## Faune et flore
Des damans des rochers et des bouquetins de Nubie vivent sur le plateau désertique et les falaises de la mer Morte. Jusqu'à récemment, des léopards d'Arabie étaient présents dans la région mais ils ont aujourd'hui disparu en raison de la chasse illégale. C'est à Ein Feshkha qu'un léopard d'Arabie a été aperçu pour la dernière fois. 
Les oiseaux communs dans la région comprennent le corbeau à queue en éventail, la paruline à queue noire, l'étourneau de Tristram, l'apus, l'hirundo, le cratéropode d'Arabie , le traquet motteux et la perdrix des sables.
Le désert de Judée abrite également une grande variété de reptiles notamment des vipères venimeuses comme l'Echis coloratus et l'Atractaspis engaddensis (également connue sous le nom de « vipère-taupe d'Israël »). 
Les cours d'eau abritent divers poissons et amphibiens.

## Histoire
Le terme hébraïque מִדְבַּר יְהוּדָה signifiant « désert de Judée » trouve son origine dans la Bible hébraïque et est mentionné dans le livres des Juges (1:16) et les Psaumes (63). 
Au Ier siècle, les grottes de Qumran, dans le désert de Judée, sont le séjour de la communauté ascétique juive des esséniens, connue par les manuscrits de la mer Morte découverts dans les années 1940 et 1950. 
Dans la tradition chrétienne, c'est aussi le lieu aride et désolé, parfois appelé désert de Saint-Jean, où Jean le Baptiste vient annoncer la venue du Messie. On y montrait la grotte de saint Jean près de la source d'Aïn el-Habis et les caroubiers dont il passait pour manger les fruits : « En ce temps-là parut Jean Baptiste, prêchant dans le désert de Judée. Il disait : Repentez-vous, car le royaume des cieux est proche. Jean est celui qui avait été annoncé par Ésaïe, le prophète, lorsqu’il dit : C’est ici la voix de celui qui crie dans le désert : Préparez le chemin du Seigneur, aplanissez ses sentiers. Jean avait un vêtement de poils de chameau, et une ceinture de cuir autour des reins. Il se nourrissait de sauterelles et de miel sauvage. Les habitants de Jérusalem, de toute la Judée et de tout le pays des environs du Jourdain, se rendaient auprès de lui ; et, confessant leurs péchés, ils se faisaient baptiser par lui dans le fleuve du Jourdain » (Matthieu, 3:1-6). 
Sous l'Empire byzantin, les monastères chrétiens du désert sont réputés pour leur attachement à la doctrine du concile de Nicée. Après la conquête musulmane du Levant, le monothélisme, considéré comme hérétique par Constantinople, y compte des partisans mais la crise est résorbée à partir de 680 et les moines du désert de Judée contribuent à ramener le patriarcat de Jérusalem au christianisme orthodoxe. 
Le sanctuaire de Nabi Moussa, près de Jéricho, construit au  XIIIe siècle, a été un important pèlerinage musulman et le point de départ d'une procession annuelle vers Jérusalem, interdite à partir de 1939 par les colonisateurs britanniques, les Jordaniens puis les Israéliens. 
Pendant la Première Guerre mondiale au Proche-Orient, le désert est conquis par les troupes britanniques, australiennes et néo-zélandaises lors de la bataille de Jéricho en février 1918. 
Divisé entre Israël et le royaume de Jordanie pendant la guerre israélo-arabe de 1948-1949, il est entièrement occupé par Israël lors de la guerre des Six Jours en 1967. 

## Archéologie
« Afin de répertorier et conserver le riche patrimoine archéologique de la région et d’empêcher le pillage, la région des grottes du désert de Judée fait... l’objet d’un projet pluriannuel – le groupe d’enquête archéologique du désert de Judée – mené par l’Autorité israélienne des antiquités, le Département d’archéologie de l’administration civile de Judée-Samarie et le ministère des Affaires et du Patrimoine de Jérusalem ».

## Galerie

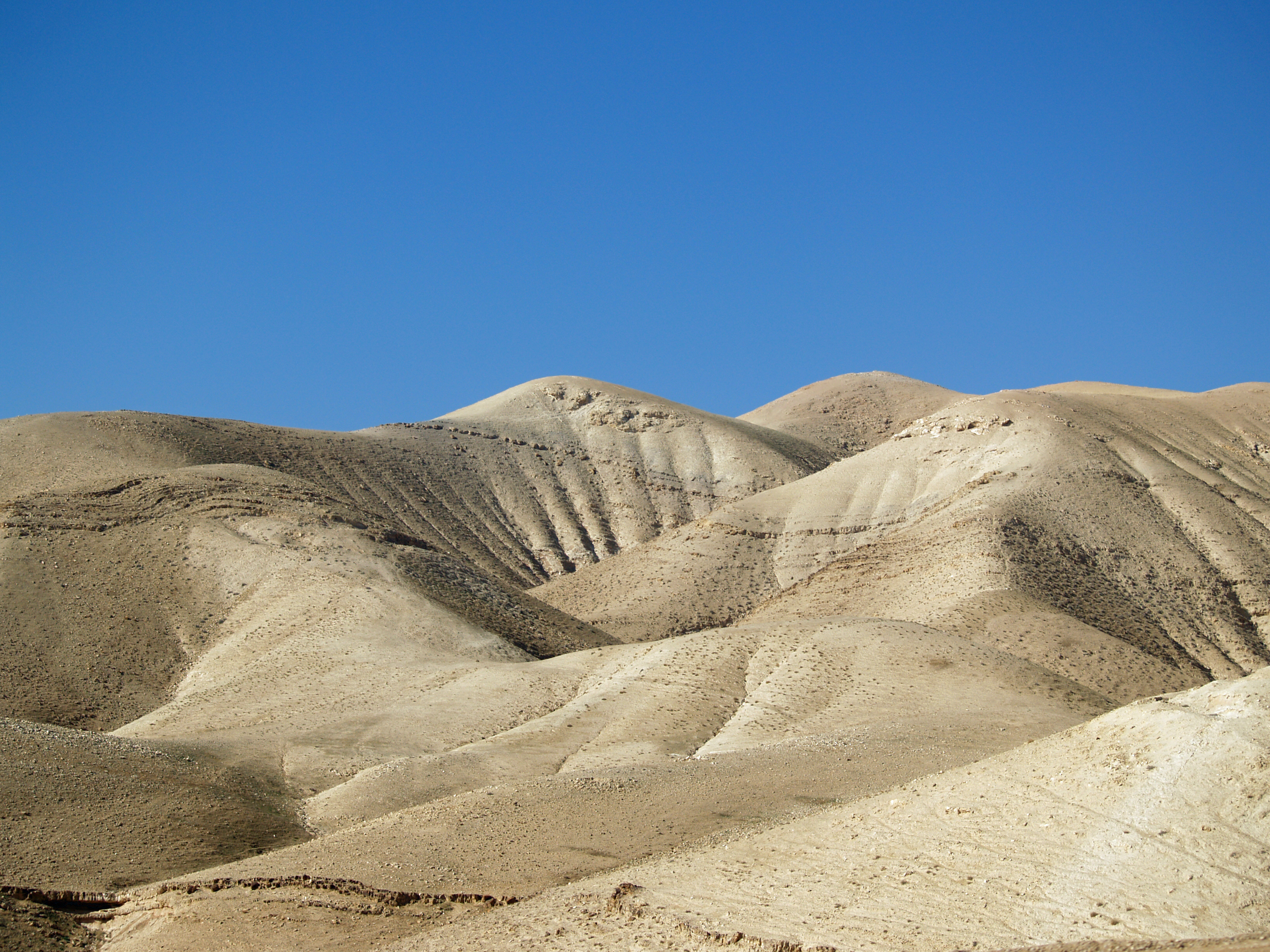
Collines dans le désert de Judée.
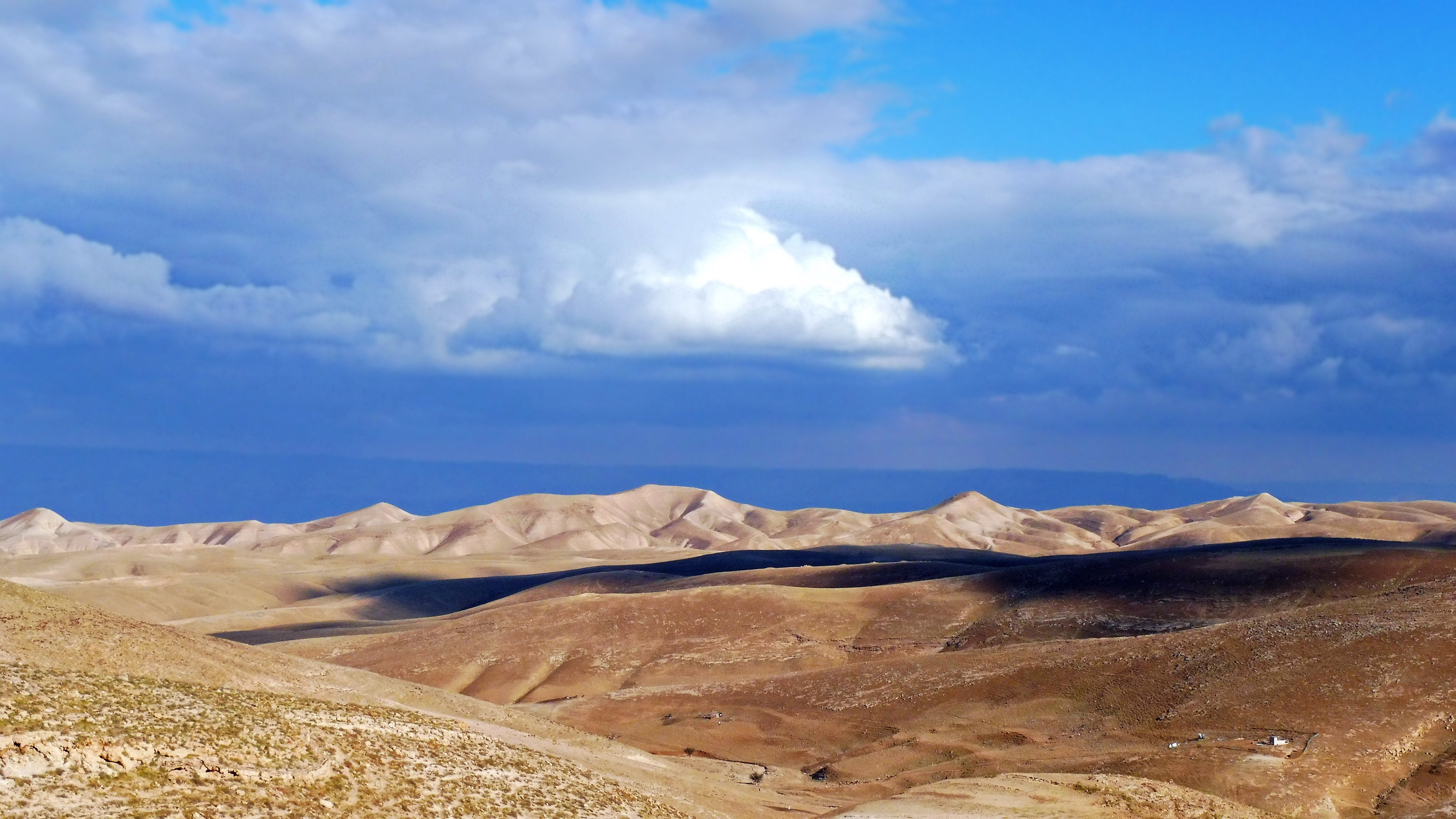
Vue depuis Ma'ale Adumim (banlieue de Jérusalem).
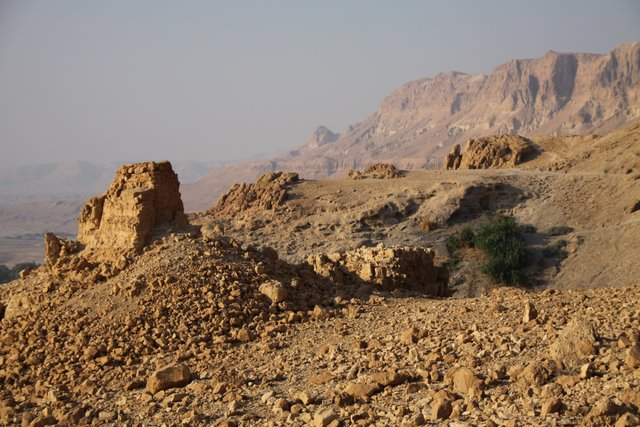
Vue du Désert de Judée du Mont Yair, Ein Gedi

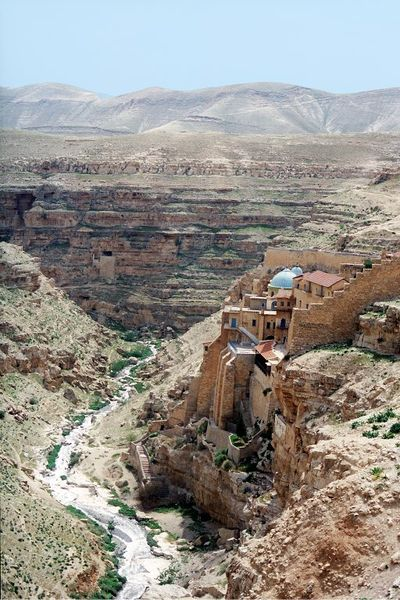
Monastère de Mar Saba, dans la vallée du Cédron
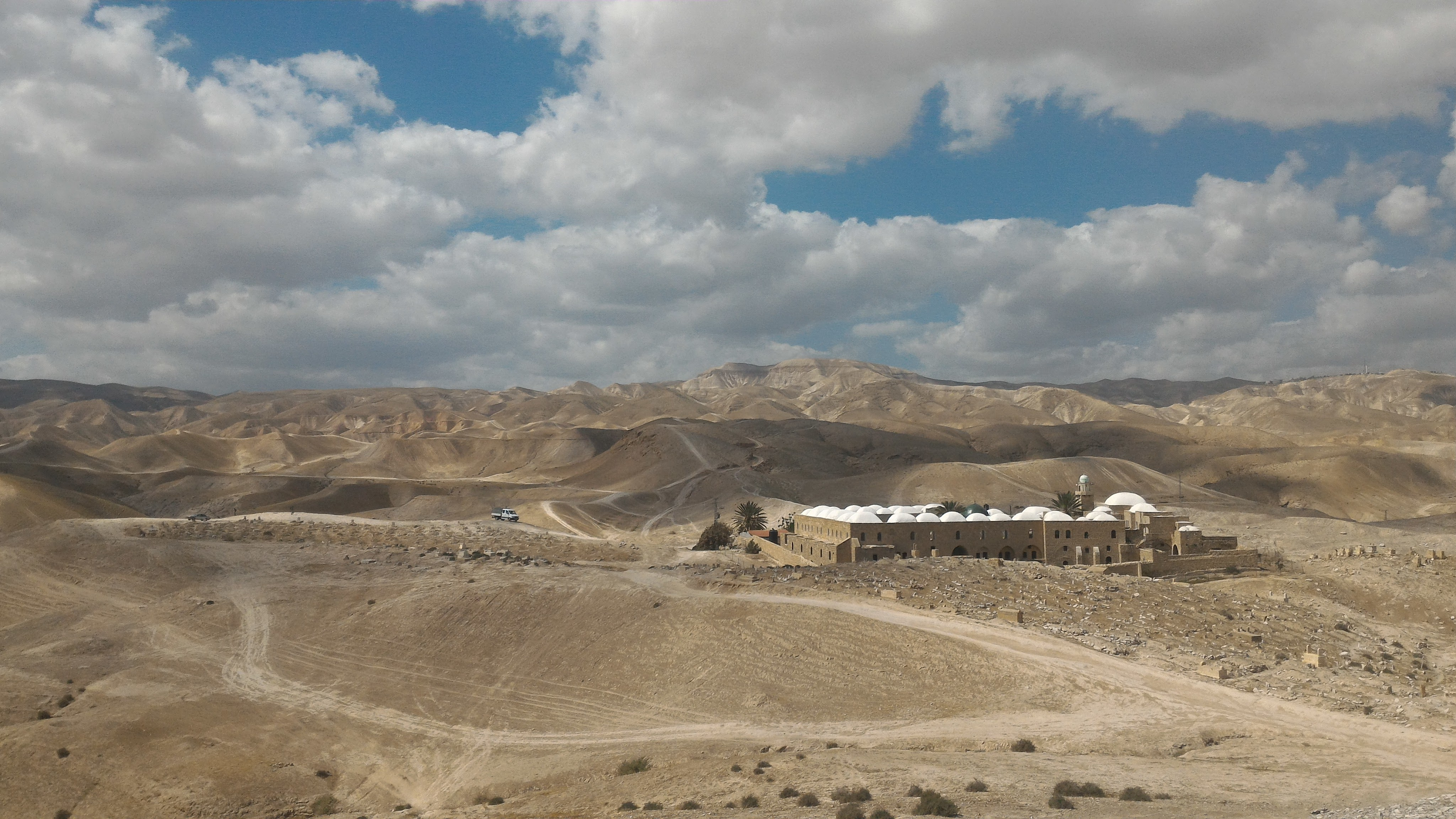
Sanctuaire musulman de Nabi Moussa près de Jéricho
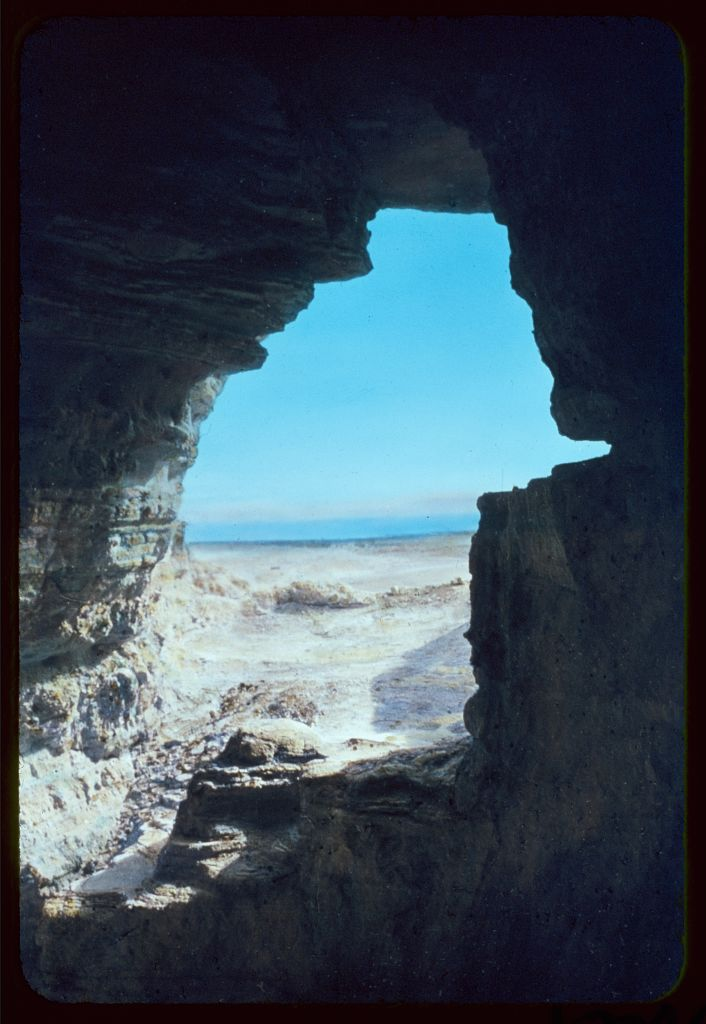
Vue de la mer Morte depuis une des grottes de Qumran

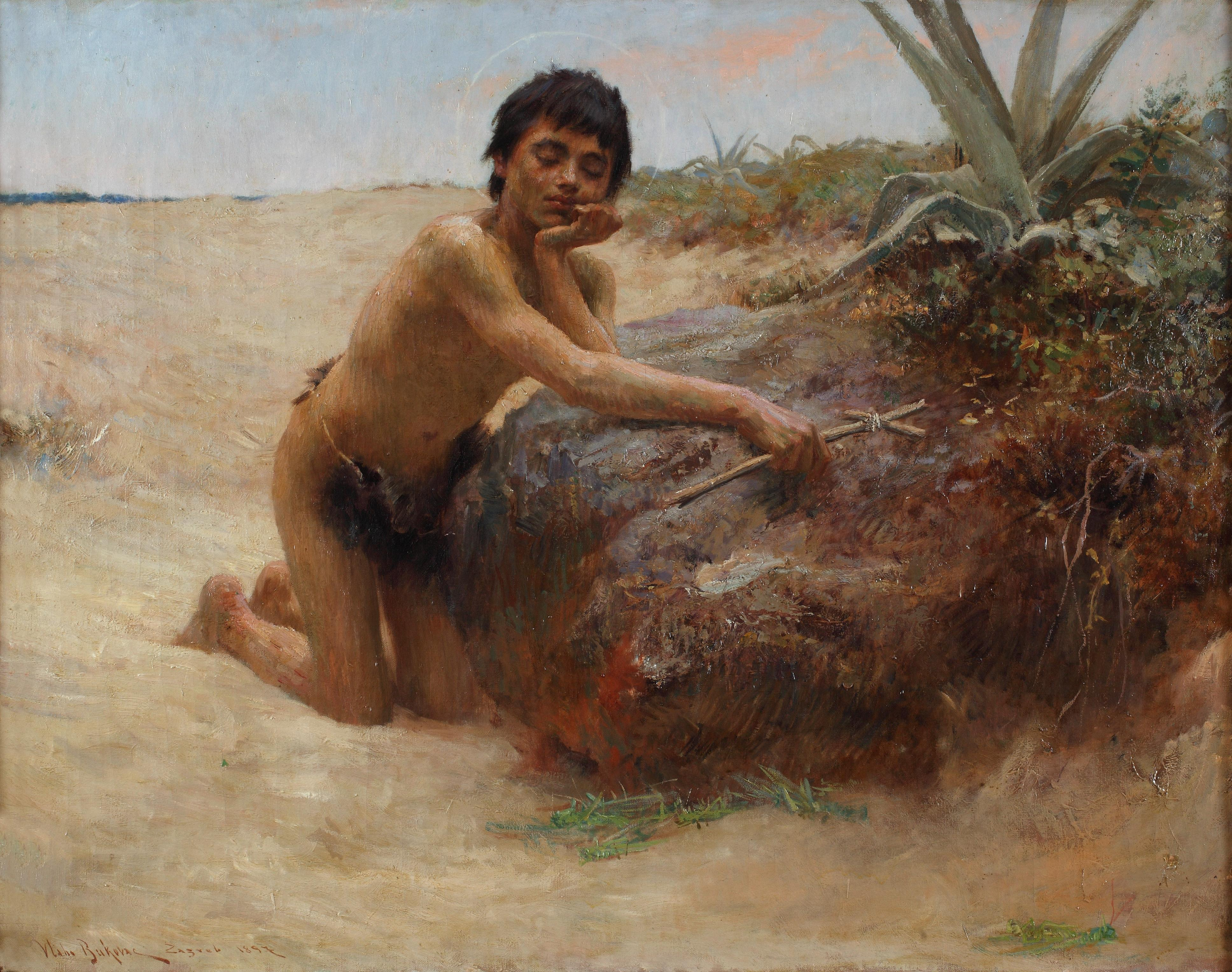
Jean le Baptiste enfant, toile de Vlaho Bukovac, 1897
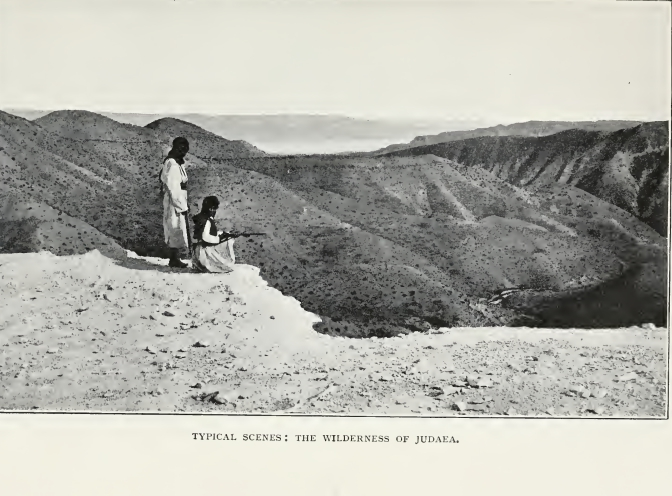
Bédouins dans le désert de Judée, 1903
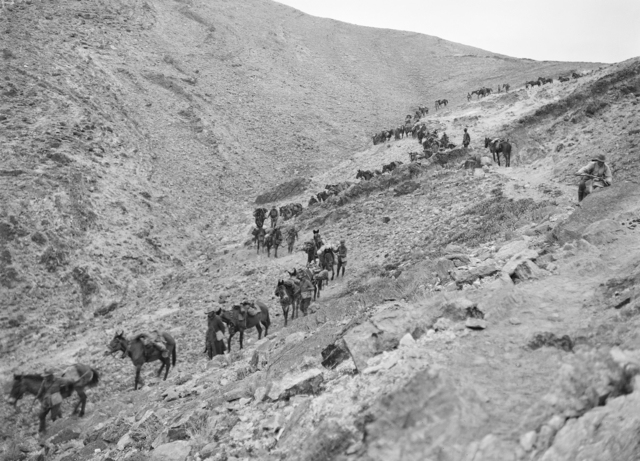
Cavalerie australienne pendant la bataille de Jéricho, février 1918